# Igreja Luterana em Guatemala
A Igreja Luterana em Guatemala (em espanhol: Iglesia Luterana en Guatemala (ILG)) é uma igreja luterana localizada na Guatemala e filiada ao Concílio Luterano Internacional (ILC).
Atualmente, conta com aproximadamente 4 200 membros batizados, distribuidos em 40 congregações; e 20 pastores ativos. O primeiro contato do luteranismo no país aconteceu no ano de 1947, sucedendo futuramente na criação desta igreja.